# 듀엣가요제의 방영 목록
아래는 MBC의 예능 프로그램인 《듀엣가요제》의 방영 목록이다.

## 2015년
| 2015년 9월 25일 파일럿 방송 | 2015년 9월 25일 파일럿 방송 | 2015년 9월 25일 파일럿 방송 | 2015년 9월 25일 파일럿 방송 | 2015년 9월 25일 파일럿 방송 |
| 순서                        | 가수                        | 노래 제목 (원곡 가수)       | 점수                        | 경연 순위                   |
| --------------------------- | --------------------------- | --------------------------- | --------------------------- | --------------------------- |
| 1                           | 김남주 & 김신광             | 밤이면 밤마다 (인순이)      | 67                          | 6위                         |
| 2                           | 소유 & 정성우               | 안부 (별 & 나윤권)          | 70                          | 4위                         |
| 3                           | 전효성 & 김형수             | Honey (박진영)              | 64                          | 7위                         |
| 4                           | 허가윤 & 김수빈             | 눈,코,입 (태양)             | 73                          | 3위                         |
| 5                           | 리지 & 박현철               | 노란 샤쓰의 사나이 (한명숙) | 69                          | 5위                         |
| 6                           | 민 & 김경래                 | 이 밤의 끝을 잡고 (솔리드)  | 59                          | 8위                         |
| 7                           | 휘인 & 조인우               | 단발머리 (조용필)           | 79                          | 1위                         |
| 8                           | 초아 & 이정화               | 친구여 (인순이 & 조PD)      | 77                          | 2위                         |

## 2016년
| 2016년 2월 8일 설특집 파일럿 방송 |                      |                                               |      |           |
| 순서                              | 가수                 | 노래 제목 (원곡 가수)                         | 점수 | 경연 순위 |
| 오프닝                            | 성시경 & 유세윤      | 쿨하지 못해 미안해 (UV)                       | —    | —         |
| 1                                 | 휘인 & 송한희        | 그녀는 예뻤다 (박진영)                        | 453  | 5위       |
| 2                                 | 정준영 & 박성미      | 그대 내게 다시 (변진섭)                       | 401  | 7위       |
| 3                                 | 정은지 & 김대수      | 나는 나비 (윤도현)                            | 462  | 3위       |
| 4                                 | 민경훈 & 김수현      | 고백 (박혜경)                                 | 429  | 6위       |
| 5                                 | 지코 & 이소영        | Go Back (다이나믹 듀오)                       | 466  | 2위       |
| 6                                 | 솔지 & 두진수        | 서쪽 하늘 (이승철)                            | 477  | 1위       |
| 7                                 | 홍진영 & 조영연      | 님은 먼 곳에 (김추자) & Storm (루머스)        | 459  | 4위       |
| 2016년 4월 8일 1회 방송           |                      |                                               |      |           |
| 순서                              | 가수                 | 노래 제목 (원곡 가수)                         | 점수 | 경연 순위 |
| 1                                 | 솔라 & 김정화        | 보여줄게 (에일리)                             | 421  | 5위       |
| 2                                 | 백지영 & 최인희      | 내 사랑 내 곁에 (김현식)                      | 401  | 7위       |
| 3                                 | 민경훈 & 이성담      | 안되나요 (휘성)                               | 432  | 3위       |
| 4                                 | 강균성 & 최지예      | 그대가 그대를 (이승환)                        | 424  | 4위       |
| 5                                 | 제시 & 김석구        | 거짓말 (god)                                  | 415  | 6위       |
| 6                                 | 루나 & 구현모        | 너를 위해 (임재범)                            | 435  | 2위       |
| 7                                 | 솔지 & 두진수        | 8282 (다비치)                                 | 439  | 1위       |
| 2016년 4월 15일 2회 방송          |                      |                                               |      |           |
| 순서                              | 가수                 | 노래 제목 (원곡 가수)                         | 점수 | 경연 순위 |
| 1                                 | 에릭 남 & 이예빈     | Just a Feeling (S.E.S.)                       | 381  | 6위       |
| 2                                 | 정은지 & 김병규      | 어머니께 (god)                                | 398  | 4위       |
| 3                                 | 조권 & 박리원        | 으르렁 (EXO)                                  | 364  | 7위       |
| 4                                 | 솔지 & 두진수        | 잠시만 안녕 (엠씨 더 맥스)                    | 434  | 2위       |
| 5                                 | 서인영 & 하진우      | 사랑 그 놈 (바비 킴)                          | 394  | 5위       |
| 6                                 | 제시 & 김석구        | 3,4 (룰라)                                    | 426  | 3위       |
| 7                                 | 현진영 & 조한결      | 누구없소 (한영애)                             | 456  | 1위       |
| 2016년 4월 22일 3회 방송          |                      |                                               |      |           |
| 순서                              | 가수                 | 노래 제목 (원곡 가수)                         | 점수 | 경연 순위 |
| 1                                 | 라디 & 장선영        | 슬픈 인연 (나미)                              | 425  | 3위       |
| 2                                 | 현진영 & 조한결      | 왼손잡이 (패닉)                               | 417  | 6위       |
| 3                                 | 에일리 & 이주천      | 만약에 말야 (노을)                            | 420  | 5위       |
| 4                                 | 린 & 김민정          | 이 밤이 지나면 (임재범)                       | 429  | 1위       |
| 5                                 | 켄 & 최상엽          | Never Ending Story (부활)                     | 427  | 2위       |
| 6                                 | 솔지 & 두진수        | 가지마 가지마 (브라운 아이즈)                 | 421  | 4위       |
| 7                                 | 홍진영 & 권대현      | 슬퍼지려 하기 전에 (쿨)                       | 404  | 7위       |
| 2016년 4월 29일 4회 방송          |                      |                                               |      |           |
| 순서                              | 가수                 | 노래 제목 (원곡 가수)                         | 점수 | 경연 순위 |
| 1                                 | 스테파니 & 신주영    | Swing Baby (박진영)                           | 389  | 3위       |
| 2                                 | 켄 & 최상엽          | 빗속에서 (이문세)                             | 404  | 2위       |
| 3                                 | 데프콘 & 전은혜      | 잠 못드는 밤 비는 내리고 (김건모)             | 382  | 4위       |
| 4                                 | 린 & 김민정          | 믿음 (이소라)                                 | 377  | 5위       |
| 5                                 | 산들 & 조선영        | 말하는 대로 (처진달팽이)                      | 410  | 1위       |
| 6                                 | 정준영 & 이루니      | 불면증 (다이나믹 듀오 feat. 바비 킴)          | 366  | 6위       |
| 2016년 5월 6일 5회 방송           |                      |                                               |      |           |
| 순서                              | 가수                 | 노래 제목 (원곡 가수)                         | 점수 | 경연 순위 |
| 1                                 | 전효성 & 김용희      | 소녀시대 (이승철)                             | 352  | 6위       |
| 2                                 | 윤하 & 김태형        | 서른 즈음에 (김광석)                          | 375  | 5위       |
| 3                                 | 육성재 & 장지선      | 사랑비 (김태우)                               | 415  | 3위       |
| 4                                 | 산들 & 조선영        | 길 (god)                                      | 436  | 1위       |
| 5                                 | 켄 & 최상엽          | 사랑에 빠지고 싶다 (김조한)                   | 434  | 2위       |
| 6                                 | 조PD & 조형원        | 나에게 & Come Back Home (서태지와 아이들)     | 408  | 4위       |
| 2016년 5월 13일 6회 방송          |                      |                                               |      |           |
| 순서                              | 가수                 | 노래 제목 (원곡 가수)                         | 점수 | 경연 순위 |
| 1                                 | 조PD & 조형원        | 미녀와 야수 (OK? OK!) (DJ DOC)                | 387  | 5위       |
| 2                                 | 팀 & 박태영          | 그대 내 품에 (유재하)                         | 414  | 4위       |
| 3                                 | 웬디 & 김재구        | 해줄 수 없는 일 (박효신)                      | 349  | 6위       |
| 4                                 | 켄 & 최상엽          | 그것만이 내 세상 (들국화)                     | 437  | 1위       |
| 5                                 | 이창민 & 전건호      | 잊지 말아요 (백지영)                          | 429  | 2위       |
| 6                                 | 이지혜 & 피경진      | Twinkle (소녀시대-태티서)                     | 421  | 3위       |
| 2016년 5월 20일 7회 방송          |                      |                                               |      |           |
| 순서                              | 가수                 | 노래 제목 (원곡 가수)                         | 점수 | 경연 순위 |
| 1                                 | 이창민 & 전건호      | 그 중에 그대를 만나 (이선희)                  | 404  | 6위       |
| 2                                 | 손승연 & 조예인      | Ugly (2NE1)                                   | 411  | 5위       |
| 3                                 | 이석훈 & 이소리      | 내게로 (장혜진)                               | 427  | 2위       |
| 4                                 | 켄 & 최상엽          | 서울의 달 (김건모)                            | 424  | 3위       |
| 5                                 | 정인 & 안병민        | Party (소녀시대)                              | 420  | 4위       |
| 6                                 | 산들 & 조선영        | 기억의 습작 (전람회)                          | 429  | 1위       |
| 2016년 5월 27일 8회 방송          |                      |                                               |      |           |
| 순서                              | 가수                 | 노래 제목 (원곡 가수)                         | 점수 | 경연 순위 |
| 1                                 | 니엘 & 김도현        | Tic Tac Toe (부가 킹즈)                       | 357  | 6위       |
| 2                                 | 민경훈 & 이은비      | 만약에 (태연)                                 | 409  | 5위       |
| 3                                 | 산들 & 조선영        | Butterfly (러브홀릭스)                        | 423  | 3위       |
| 4                                 | 이영현 & 박준형      | 비의 랩소디 (최재훈)                          | 440  | 1위       |
| 5                                 | 이석훈 & 이소리      | 정류장 (패닉)                                 | 421  | 4위       |
| 6                                 | 라디 & 나예원        | 꽃밭에서 (정훈희)                             | 436  | 2위       |
| 2016년 6월 3일 9회 방송           |                      |                                               |      |           |
| 순서                              | 가수                 | 노래 제목 (원곡 가수)                         | 점수 | 경연 순위 |
| 1                                 | 초아 & 김무아        | 못해 (포맨 feat. 美)                          | 409  | 6위       |
| 2                                 | 산들 & 조선영        | 두 사람 (성시경)                              | 432  | 2위       |
| 3                                 | 이영현 & 박준형      | 너만을 느끼며 (The Blue)                      | 414  | 4위       |
| 4                                 | 예성 & 조은수        | 안녕이라고 말하지마 (이승철)                  | 413  | 5위       |
| 5                                 | 소찬휘 & 김민재      | 천년의 사랑 (박완규)                          | 436  | 1위       |
| 6                                 | 알렉스 & 박성진      | 깊은 밤을 날아서 (이문세)                     | 417  | 3위       |
| 2016년 6월 10일 10회 방송         |                      |                                               |      |           |
| 순서                              | 가수                 | 노래 제목 (원곡 가수)                         | 점수 | 경연 순위 |
| 1                                 | 수호 & 이세린        | 왜 그래 (김현철)                              | 403  | 6위       |
| 2                                 | 바다 & 이원갑        | 환희 (정수라)                                 | 443  | 3위       |
| 3                                 | 나윤권 & 김민상      | 그런 일은 (화요비)                            | 446  | 2위       |
| 4                                 | 양파 & 박성은        | 야생화 (박효신)                               | 439  | 4위       |
| 5                                 | 소찬휘 & 김민재      | 천일동안 (이승환)                             | 439  | 4위       |
| 6                                 | 산들 & 조선영        | Music Is My Life (임정희)                     | 451  | 1위       |
| 2016년 6월 17일 11회 방송         |                      |                                               |      |           |
| 순서                              | 가수                 | 노래 제목 (원곡 가수)                         | 점수 | 경연 순위 |
| 1                                 | 테이 & 여수진        | 지나간다 (김범수)                             | 399  | 5위       |
| 2                                 | 효린 & 이나현        | Sofa (크러쉬)                                 | 408  | 2위       |
| 3                                 | 에디 킴 & 백선녀     | 그대의 향기 (유영진)                          | 384  | 6위       |
| 4                                 | 승관 & 이지용        | 어떻게 사랑이 그래요 (이승환)                 | 402  | 4위       |
| 5                                 | 나윤권 & 김민상      | 난 행복해 (이소라)                            | 417  | 1위       |
| 6                                 | 바다 & 이원갑        | 어떤이의 꿈 (봄여름가을겨울)                  | 403  | 3위       |
| 2016년 6월 24일 12회 방송         |                      |                                               |      |           |
| 순서                              | 가수                 | 노래 제목 (원곡 가수)                         | 점수 | 경연 순위 |
| 1                                 | 바다 & 이원갑        | 총 맞은 것처럼 (백지영)                       | 438  | 3위       |
| 2                                 | 존 박 & 안재만       | I Don't Care (2NE1)                           | 429  | 5위       |
| 3                                 | 임정희 & 지동국      | 꿈 (조용필)                                   | 434  | 4위       |
| 4                                 | 나윤권 & 김민상      | 청혼 (노을)                                   | 446  | 2위       |
| 5                                 | 송지은 & 박민규      | 여전히 아름다운지 (토이)                      | 390  | 6위       |
| 6                                 | 허영생 & 이정혁      | 주문 MIROTIC (동방신기)                       | 453  | 1위       |
| 2016년 7월 1일 13회 방송          |                      |                                               |      |           |
| 순서                              | 가수                 | 노래 제목 (원곡 가수)                         | 점수 | 경연 순위 |
| 1                                 | 존 박 & 안재만       | 첫 인상 (김건모)                              | 415  | 4위       |
| 2                                 | 허영생 & 이정혁      | 아틀란티스 소녀 (보아)                        | 427  | 3위       |
| 3                                 | 크러쉬 & 박은옥      | 사랑한다는 말 (김동률)                        | 411  | 5위       |
| 4                                 | RM & 쿠와하라 유이코 | 우산 (에픽하이 feat. 윤하)                    | 406  | 6위       |
| 5                                 | 나윤권 & 김민상      | 아버지 - (인순이)                             | 432  | 2위       |
| 6                                 | 김윤아 & 채보훈      | If You (빅뱅)                                 | 443  | 1위       |
| 2016년 7월 8일 14회 방송          |                      |                                               |      |           |
| 순서                              | 가수                 | 노래 제목 (원곡 가수)                         | 점수 | 경연 순위 |
| 1                                 | 허영생 & 이정혁      | Perfect Man (신화)                            | 407  | 4위       |
| 2                                 | 유주 & 주범진        | 씨스루 (프라이머리 feat. 개코 feat. 자이언티) | 367  | 6위       |
| 3                                 | 김필 & 신해원        | 안아줘 (정준일)                               | 432  | 2위       |
| 4                                 | 김윤아 & 채보훈      | 크게 라디오를 켜고 (시나위)                   | 435  | 1위       |
| 5                                 | 크러쉬 & 박은옥      | 이별택시 (김연우)                             | 419  | 3위       |
| 6                                 | 김성규 & 권선영      | 사랑했지만 (김광석)                           | 402  | 5위       |
| 2016년 7월 15일 15회 방송         |                      |                                               |      |           |
| 순서                              | 가수                 | 노래 제목 (원곡 가수)                         | 점수 | 경연 순위 |
| 1                                 | 김필 & 신해원        | I Need A Girl (태양)                          | 421  | 4위       |
| 2                                 | 허영생 & 이정혁      | 한숨 (이하이)                                 | 392  | 5위       |
| 3                                 | 백아연 & 박순호      | 제발 (이소라)                                 | 349  | 6위       |
| 4                                 | 정인 & 최효인        | 그대는 눈물겹다 (엠씨 더 맥스)                | 432  | 2위       |
| 5                                 | 김경호 & 한병호      | 손대지마 (에일리)                             | 431  | 3위       |
| 6                                 | 김윤아 & 채보훈      | 사랑 그 쓸쓸함에 대하여 (양희은)              | 441  | 1위       |
| 2016년 7월 22일 16회 방송         |                      |                                               |      |           |
| 순서                              | 가수                 | 노래 제목 (원곡 가수)                         | 점수 | 경연 순위 |
| 1                                 | 이영현 & 박준형      | Change (조장혁)                               | 413  | 4위       |
| 2                                 | 나윤권 & 김민상      | 어떤가요 (이정봉)                             | 406  | 6위       |
| 3                                 | 현진영 & 조한결      | 골목길 (신촌 블루스)                          | 439  | 1위       |
| 4                                 | 솔지 & 두진수        | 여름 안에서 (듀스)                            | 402  | 7위       |
| 5                                 | 켄 & 최상엽          | 비처럼 음악처럼 (김현식)                      | 429  | 3위       |
| 6                                 | 산들 & 조선영        | 같이 걸을까 (이적)                            | 436  | 2위       |
| 7                                 | 소찬휘 & 김민재      | Abracadabra (브라운 아이드 걸스)              | 412  | 5위       |
| 2016년 7월 29일 17회 방송         |                      |                                               |      |           |
| 순서                              | 가수                 | 노래 제목 (원곡 가수)                         | 점수 | 경연 순위 |
| 오프닝                            | 성시경 & 백지영      | 그 여자 (백지영)                              | —    | —         |
| 1                                 | 소찬휘 & 김민재      | 살다가 (SG 워너비)                            | 822  | 7위       |
| 2                                 | 산들 & 조선영        | 말리꽃 (이승철)                               | 854  | 1위       |
| 3                                 | 켄 & 최상엽          | 오늘은 가지마 (임세준)                        | 850  | 3위       |
| 4                                 | 솔지 & 두진수        | 그리워 그리워 (노을)                          | 843  | 5위       |
| 5                                 | 현진영 & 조한결      | U (슈퍼주니어)                                | 849  | 4위       |
| 6                                 | 나윤권 & 김민상      | 미소천사 (성시경)                             | 842  | 6위       |
| 7                                 | 이영현 & 박준형      | 달리기 (윤상)                                 | 851  | 2위       |
| 2016년 8월 5일 18회 방송          |                      |                                               |      |           |
| 순서                              | 가수                 | 노래 제목 (원곡 가수)                         | 점수 | 경연 순위 |
| 1                                 | 바다 & 이원갑        | 바다의 왕자 (박명수)                          | 404  | 6위       |
| 2                                 | 알렉스 & 박성진      | 널 생각해 (원모어찬스)                        | 396  | 7위       |
| 3                                 | 한동근 & 최효인      | 스물다섯, 스물하나 (자우림)                   | 452  | 1위       |
| 4                                 | 데프콘 & 전은혜      | 이브의 경고 (박미경)                          | 434  | 4위       |
| 5                                 | 김경호 & 한병호      | 다행이다 (이적)                               | 436  | 3위       |
| 6                                 | 스테파니 & 신주영    | 너 뿐이야 (박진영)                            | 414  | 5위       |
| 7                                 | 라디 & 장선영        | 해변의 여인 (쿨)                              | 442  | 2위       |
| 2016년 8월 26일 19회 방송         |                      |                                               |      |           |
| 순서                              | 가수                 | 노래 제목 (원곡 가수)                         | 점수 | 경연 순위 |
| 1                                 | 라디 & 장선영        | 단발머리 (조용필)                             | 402  | 5위       |
| 2                                 | 김경호 & 한병호      | 어른아이 (거미)                               | 431  | 3위       |
| 3                                 | 유성은 & 정윤돈      | 꺼내 먹어요 (자이언티)                        | 393  | 6위       |
| 4                                 | 장혜진 & 손효진      | 내가 너의 곁에 잠시 살았다는 걸 (토이)        | 428  | 4위       |
| 5                                 | 강성훈 & 장지현      | 아시나요 (조성모)                             | 438  | 2위       |
| 6                                 | 한동근 & 최효인      | 거짓말 거짓말 거짓말 (이적)                   | 444  | 1위       |
| 2016년 9월 2일 20회 방송          |                      |                                               |      |           |
| 순서                              | 가수                 | 노래 제목 (원곡 가수)                         | 점수 | 경연 순위 |
| 1                                 | 강성훈 & 장지현      | 사랑앓이 (FTISLAND)                           | 402  | 5위       |
| 2                                 | 테이 & 이선미        | 넌 감동이었어 (성시경)                        | 413  | 4위       |
| 3                                 | 유성은 & 정윤돈      | 미워도 다시 한번 (바이브)                     | 390  | 6위       |
| 4                                 | 민경훈 & 김도겸      | 훗 (Hoot) (소녀시대)                          | 431  | 3위       |
| 5                                 | 한동근 & 최효인      | 바람이 분다 (이소라)                          | 436  | 1위       |
| 6                                 | 이석훈 & 김창수      | 혼자만의 사랑 (김건모)                        | 434  | 2위       |
| 2016년 9월 9일 21회 방송          |                      |                                               |      |           |
| 순서                              | 가수                 | 노래 제목 (원곡 가수)                         | 점수 | 경연 순위 |
| 1                                 | 테이 & 이선미        | 다시 사랑한다 말할까 (김동률)                 | 412  | 4위       |
| 2                                 | 제아 & 이진수        | 가수가 된 이유 (신용재)                       | 403  | 5위       |
| 3                                 | 한동근 & 최효인      | 사랑했나봐 (윤도현)                           | 421  | 2위       |
| 4                                 | 민아 & 안세종        | 나란놈이란 (임창정)                           | 391  | 6위       |
| 5                                 | 솔라 & 동선호        | 그XX (G-Dragon)                               | 418  | 3위       |
| 6                                 | 이석훈 & 김창수      | 나와 같다면 (김장훈)                          | 432  | 1위       |
| 2016년 9월 16일 22회 방송         |                      |                                               |      |           |
| 순서                              | 가수                 | 노래 제목 (원곡 가수)                         | 점수 | 경연 순위 |
| 1                                 | 김완선 & 정인성      | 나만 바라봐 (태양)                            | 412  | 5위       |
| 2                                 | 박남정 & 박장현      | 풍문으로 들었소 (함중아와 양키스)             | 429  | 1위       |
| 3                                 | 신효범 & 봉구        | 행복한 나를 (에코)                            | 428  | 2위       |
| 4                                 | 변진섭 & 린지        | 그대와 영원히 (이문세)                        | 407  | 6위       |
| 5                                 | 김종서 & 여은        | 상록수 (양희은)                               | 403  | 7위       |
| 6                                 | 박미경 & 김진용      | 영원한 친구 (나미)                            | 420  | 4위       |
| 7                                 | 설운도 & 선율        | 그대 그리고 나 (소리새)                       | 428  | 2위       |
| 2016년 9월 23일 23회 방송         |                      |                                               |      |           |
| 순서                              | 가수                 | 노래 제목 (원곡 가수)                         | 점수 | 경연 순위 |
| 1                                 | 이석훈 & 김창수      | 기억속의 먼 그대에게 (박미경)                 | 419  | 3위       |
| 2                                 | 박지민 & 정영윤      | 음오아예 (마마무)                             | 393  | 7위       |
| 3                                 | 서은광 & 김연미      | 다시 와주라 (바이브)                          | 418  | 4위       |
| 4                                 | 한동근 & 최효인      | 널 사랑하지 않아 (어반자카파)                 | 426  | 2위       |
| 5                                 | 조장혁 & 김준섭      | 한동안 뜸했었지 (사랑과 평화)                 | 415  | 5위       |
| 6                                 | 솔라 & 동선호        | Timeless (장리인 feat. Xiah)                  | 408  | 6위       |
| 7                                 | 손승연 & 성경모      | 달팽이 (패닉)                                 | 434  | 1위       |
| 2016년 9월 30일 24회 방송         |                      |                                               |      |           |
| 순서                              | 가수                 | 노래 제목 (원곡 가수)                         | 점수 | 경연 순위 |
| 오프닝                            | 박남정 & 박장현      | 널 그리며 + 비에 스친 날들 (박남정)           | —    | —         |
| 1                                 | 손승연 & 성경모      | Love Me Right (EXO)                           | 849  | 2위       |
| 2                                 | 솔라 & 동선호        | 낭만 고양이 (체리필터)                        | 819  | 6위       |
| 3                                 | 조장혁 & 김준섭      | 추억 만들기 (김현식)                          | 827  | 5위       |
| 4                                 | 한동근 & 최효인      | 바람의 노래 (조용필)                          | 854  | 1위       |
| 5                                 | 서은광 & 김연미      | I Believe (신승훈)                            | 840  | 4위       |
| 6                                 | 박지민 & 정영윤      | D (Half Moon) (딘 feat. 개코)                 | 799  | 7위       |
| 7                                 | 이석훈 & 김창수      | 가리워진 길 (유재하)                          | 849  | 2위       |
| 2016년 10월 14일 25회 방송        |                      |                                               |      |           |
| 순서                              | 가수                 | 노래 제목 (원곡 가수)                         | 점수 | 경연 순위 |
| 1                                 | 한동근 & 최효인      | 장마 (정인)                                   | 405  | 5위       |
| 2                                 | 김조한 & 진성혁      | 또 한번 사랑은 가고 (이기찬)                  | 403  | 6위       |
| 3                                 | 호란 & 김태욱        | 담배가게 아가씨 (송창식)                      | 411  | 3위       |
| 4                                 | 대현 & 장혜수        | 넌 is 뭔들 (마마무)                           | 372  | 7위       |
| 5                                 | 케이윌 & 부소정      | 우주를 건너 (백예린)                          | 409  | 4위       |
| 6                                 | 이석훈 & 김창수      | 감사 (김동률)                                 | 418  | 1위       |
| 7                                 | 에일리 & 박수빈      | 미친거니 (바이브)                             | 413  | 2위       |
| 2016년 10월 28일 26회 방송        |                      |                                               |      |           |
| 순서                              | 가수                 | 노래 제목 (원곡 가수)                         | 점수 | 경연 순위 |
| 오프닝                            | 문세윤 & 신보라      | 스물다섯, 스물하나 (자우림)                   | —    | —         |
| 1                                 | 에일리 & 박수빈      | Now (핑클)                                    | 832  | 3위       |
| 2                                 | 이석훈 & 김창수      | 날아 (이승열)                                 | 831  | 4위       |
| 3                                 | 케이윌 & 부소정      | 사랑하기 때문에 (유재하)                      | 817  | 5위       |
| 4                                 | 대현 & 장혜수        | 아름다운 이별 (김건모)                        | 762  | 7위       |
| 5                                 | 호란 & 김태욱        | 사랑이 다른 사랑으로 잊혀지네 (하림)          | 814  | 6위       |
| 6                                 | 김조한 & 진성혁      | Bounce (조용필)                               | 849  | 1위       |
| 7                                 | 한동근 & 최효인      | 꿈에 (박정현)                                 | 844  | 2위       |
| 2016년 11월 4일 27회 방송         |                      |                                               |      |           |
| 순서                              | 가수                 | 노래 제목 (원곡 가수)                         | 점수 | 경연 순위 |
| 1                                 | 김조한 & 진성혁      | 이 노래 (2AM)                                 | 404  | 5위       |
| 2                                 | 규현 & 이은석        | 너였다면 (정승환)                             | 401  | 6위       |
| 3                                 | 조현아 & 김은아      | 고속도로 Romance (윤종신)                     | 412  | 3위       |
| 4                                 | Jun. K & 이의정      | Friday Night (god)                            | 401  | 6위       |
| 5                                 | 한동근 & 최효인      | 1994년 어느 늦은 밤 (장혜진)                  | 417  | 1위       |
| 6                                 | 손승연 & 성경모      | 미아 (박정현)                                 | 414  | 2위       |
| 7                                 | 허각 & 서창훈        | 소원 지영선                                   | 410  | 4위       |
| 2016년 11월 11일 28회 방송        |                      |                                               |      |           |
| 순서                              | 가수                 | 노래 제목 (원곡 가수)                         | 점수 | 경연 순위 |
| 오프닝                            | 산들 & 켄            | 희재 (성시경)                                 | —    | —         |
| 1                                 | 허각 & 서창훈        | 박하사탕 (YB)                                 | 829  | 6위       |
| 2                                 | 손승연 & 성경모      | 행복을 주는 사람 (해바라기)                   | 835  | 4위       |
| 3                                 | 한동근 & 최효인      | 바람기억 (나얼)                               | 853  | 1위       |
| 4                                 | Jun. K & 이의정      | 나를 사랑하지 않는 그대에게 (이소라)          | 798  | 7위       |
| 5                                 | 조현아 & 김은아      | 체념 (빅마마)                                 | 836  | 3위       |
| 6                                 | 규현 & 이은석        | 나였으면 (나윤권)                             | 830  | 5위       |
| 7                                 | 김조한 & 진성혁      | 처음 그 느낌처럼 (신승훈)                     | 850  | 2위       |
| 2016년 11월 18일 29회 방송        |                      |                                               |      |           |
| 순서                              | 가수                 | 노래 제목 (원곡 가수)                         | 점수 | 경연 순위 |
| 1                                 | 강민경 & 김민호      | 귀로 (박선주)                                 | 403  | 5위       |
| 2                                 | 조현아 & 김은아      | 봄여름가을겨울 (봄여름가을겨울)               | 396  | 7위       |
| 3                                 | 베이빌론 & 방승지    | 캔디 (H.O.T.)                                 | 406  | 4위       |
| 4                                 | 레오 & 정영은        | 하고 싶은 말 (김태우)                         | 399  | 6위       |
| 5                                 | 김조한 & 진성혁      | 보고싶다 (김범수)                             | 422  | 2위       |
| 6                                 | 휘성 & 안수민        | Honey (박진영)                                | 427  | 1위       |
| 7                                 | 김태우 & 추상민      | 그땐 미처 알지 못했지 (이적)                  | 412  | 3위       |
| 2016년 11월 25일 30회 방송        |                      |                                               |      |           |
| 순서                              | 가수                 | 노래 제목 (원곡 가수)                         | 점수 | 경연 순위 |
| 오프닝                            | 김경호 & 권혁수      | 사랑했지만 (김광석)                           | —    | —         |
| 1                                 | 김태우 & 추상민      | 아름다운 밤이야 (비스트)                      | 834  | 3위       |
| 2                                 | 휘성 & 안수민        | 샤이닝 (자우림)                               | 836  | 2위       |
| 3                                 | 김조한 & 진성혁      | Kiss Me (박진영)                              | 854  | 1위       |
| 4                                 | 레오 & 정영은        | 눈,코,입 (태양)                               | 812  | 5위       |
| 5                                 | 베이빌론 & 방승지    | 하루하루 (타샤니)                             | 809  | 7위       |
| 6                                 | 조현아 & 김은아      | 365일 (알리)                                  | 822  | 4위       |
| 7                                 | 강민경 & 김민호      | 내 곁에서 떠나가지 말아요 (빛과 소금)         | 810  | 6위       |
| 2016년 12월 2일 31회 방송         |                      |                                               |      |           |
| 순서                              | 가수                 | 노래 제목 (원곡 가수)                         | 점수 | 경연 순위 |
| 1                                 | 김조한 & 진성혁      | 거위의 꿈 (카니발)                            | 398  | 5위       |
| 2                                 | 화요비 & 이핀호      | I'm in Love (라디)                            | 386  | 7위       |
| 3                                 | 태일 & 남택림        | 북극성 (강타)                                 | 392  | 6위       |
| 4                                 | 휘성 & 안수민        | 양화대교 (자이언티)                           | 419  | 2위       |
| 5                                 | 김보아 & 마리아 호세 | Mr.Mr. (소녀시대)                             | 408  | 4위       |
| 6                                 | 옥주현 & 최동주      | 지금은 알 수 없어 (김종서)                    | 415  | 3위       |
| 7                                 | 봉구 & 권세은        | 사랑이란 (윤상)                               | 435  | 1위       |
| 2016년 12월 9일 32회 방송         |                      |                                               |      |           |
| 순서                              | 가수                 | 노래 제목 (원곡 가수)                         | 점수 | 경연 순위 |
| 오프닝                            | 김연우 & 한동근      | 이 밤이 지나면 (임재범)                       | —    | —         |
| 1                                 | 봉구 & 권세은        | 오늘같은 밤이면 (박정운)                      | 876  | 1위       |
| 2                                 | 옥주현 & 최동주      | 미련 (김건모)                                 | 840  | 4위       |
| 3                                 | 김보아 & 마리아 호세 | 버담 소리 (김건모)                            | 816  | 5위       |
| 4                                 | 휘성 & 안수민        | 1,2,3,4 (이하이)                              | 875  | 2위       |
| 5                                 | 태일 & 남택림        | 한 남자 (김종국)                              | 807  | 7위       |
| 6                                 | 화요비 & 이핀호      | 남과 여 (박선주 feat. 김범수)                 | 808  | 6위       |
| 7                                 | 김조한 & 진성혁      | 달의 몰락 (김현철)                            | 853  | 3위       |
| 2016년 12월 16일 33회 방송        |                      |                                               |      |           |
| 순서                              | 가수                 | 노래 제목 (원곡 가수)                         | 점수 | 경연 순위 |
| 1                                 | 봉구 & 권세은        | 사랑일뿐야 (김민우)                           | 413  | 3위       |
| 2                                 | 하니 & 채창욱        | 싸구려 커피 (장기하와 얼굴들)                 | 369  | 7위       |
| 3                                 | 뮤지 & 박현주        | 넌 나의 처음이자 마지막이야 (솔리드)          | 406  | 6위       |
| 4                                 | KCM & 유다미         | 화장을 고치고 (왁스)                          | 419  | 2위       |
| 5                                 | 솔비 & 이현국        | 친구여 (조PD feat. 인순이)                    | 411  | 4위       |
| 6                                 | 휘성 & 안수민        | 우주를 줄게 (볼빨간 사춘기)                   | 422  | 1위       |
| 7                                 | 김현정 & 장한몽      | TT (트와이스)                                 | 411  | 4위       |
| 2016년 12월 23일 34회 방송        |                      |                                               |      |           |
| 순서                              | 가수                 | 노래 제목 (원곡 가수)                         | 점수 | 경연 순위 |
| 오프닝                            | 설운도 & 승희        | White Christmas                               | —    | —         |
| 1                                 | 김현정 & 장한몽      | 하늘을 달리다 (이적)                          | 808  | 6위       |
| 2                                 | 휘성 & 안수민        | 흐린 기억속의 그대 (현진영)                   | 833  | 3위       |
| 3                                 | 솔비 & 이현국        | 재즈 카페 (신해철)                            | 817  | 5위       |
| 4                                 | KCM & 유다미         | Let Me Say Goodbye (바비 킴)                  | 838  | 2위       |
| 5                                 | 뮤지 & 박현주        | 여수 밤바다 (버스커 버스커)                   | 821  | 4위       |
| 6                                 | 하니 & 채창욱        | 일탈 (자우림)                                 | 777  | 7위       |
| 7                                 | 봉구 & 권세은        | 봄날은 간다 (김윤아)                          | 855  | 1위       |

## 2017년
| 2017년 1월 6일 35회 방송  |                  |                                                  |      |           |
| 순서                      | 가수             | 노래 제목 (원곡 가수)                            | 점수 | 경연 순위 |
| 1                         | 봉구 & 권세은    | 이제 그만 (이소라)                               | 414  | 6위       |
| 2                         | 조규찬 & 서미소  | 다 줄거야 (조규만)                               | 417  | 5위       |
| 3                         | 장재인 & 유진혁  | 기억을 걷는 시간 (넬)                            | 410  | 7위       |
| 4                         | 김윤아 & 채보훈  | 일어나 (김광석)                                  | 435  | 1위       |
| 5                         | 휘인 & 박희주    | Day Day (비와이 feat. 박재범)                    | 425  | 4위       |
| 6                         | 효린 & 조용우    | 잘가요 (정재욱)                                  | 427  | 3위       |
| 7                         | KCM & 유다미     | 백만송이 장미 (심수봉)                           | 433  | 2위       |
| 2017년 1월 13일 36회 방송 |                  |                                                  |      |           |
| 순서                      | 가수             | 노래 제목 (원곡 가수)                            | 점수 | 경연 순위 |
| 오프닝                    | 두진수 & 최효인  | 널 사랑하지 않아 (어반자카파) 서쪽 하늘 (이승철) | —    | —         |
| 1                         | KCM & 유다미     | 마법의 성 (더 클래식)                            | 849  | 4위       |
| 2                         | 효린 & 조용우    | Butterfly (방탄소년단)                           | 838  | 6위       |
| 3                         | 휘인 & 박희주    | 날 그만 잊어요 (거미)                            | 856  | 3위       |
| 4                         | 김윤아 & 채보훈  | 눈의 꽃 (박효신)                                 | 862  | 1위       |
| 5                         | 장재인 & 유진혁  | Rain (이적)                                      | 826  | 7위       |
| 6                         | 조규찬 & 서미소  | 꿈처럼 (벤)                                      | 842  | 5위       |
| 7                         | 봉구 & 권세은    | 짝사랑 (긱스)                                    | 861  | 2위       |
| 2017년 1월 20일 37회 방송 |                  |                                                  |      |           |
| 순서                      | 가수             | 노래 제목 (원곡 가수)                            | 점수 | 경연 순위 |
| 1                         | 김윤아 & 채보훈  | 제발 (들국화)                                    | 429  | 4위       |
| 2                         | 정승환 & 전성현  | 오래전 그날 (윤종신)                             | 418  | 5위       |
| 3                         | 린 & 김인혜      | 행복하지 말아요 (엠씨 더 맥스)                   | 438  | 1위       |
| 4                         | 치타 & 강동원    | Loser (빅뱅)                                     | 410  | 6위       |
| 5                         | 봉구 & 권세은    | 오르막길 (윤종신 feat. 정인)                     | 434  | 3위       |
| 6                         | 임슬옹 & 정혜린  | 불장난 (블랙핑크)                                | 408  | 7위       |
| 7                         | 김연지 & 예미니  | 좋은사람 (박효신)                                | 436  | 2위       |
| 2017년 1월 27일 38회 방송 |                  |                                                  |      |           |
| 순서                      | 가수             | 노래 제목 (원곡 가수)                            | 점수 | 경연 순위 |
| 1                         | 박완규 & 김주나  | Lonely Night (부활)                              | 428  | 6위       |
| 2                         | 윤민수 & 임세준  | 술이야 (바이브)                                  | 445  | 4위       |
| 3                         | 신효범 & 성진    | 난 널 사랑해 (신효범)                            | 412  | 7위       |
| 4                         | 김도향 & 안신애  | 바보처럼 살았군요 (김도향)                       | 463  | 2위       |
| 5                         | 소찬휘 & 양다일  | Tears (소찬휘)                                   | 443  | 5위       |
| 6                         | 더 원 & 남주희   | 내여자 (더 원)                                   | 465  | 1위       |
| 7                         | 이영현 & 유지    | 체념 (이영현)                                    | 460  | 3위       |
| 2017년 2월 3일 39회 방송  |                  |                                                  |      |           |
| 순서                      | 가수             | 노래 제목 (원곡 가수)                            | 점수 | 경연 순위 |
| 오프닝                    | 정성호 & 추대엽  | 비상 (임재범)                                    | —    | —         |
| 1                         | 이영현 & 유지    | 내가 저지른 사랑 (임창정)                        | 891  | 4위       |
| 2                         | 더 원 & 남주희   | You Are My Everything (거미)                     | 905  | 2위       |
| 3                         | 소찬휘 & 양다일  | 마지막 콘서트 (이승철)                           | 876  | 6위       |
| 4                         | 김도향 & 안신애  | 슬픈 인연 (나미)                                 | 912  | 1위       |
| 5                         | 신효범 & 성진    | 그녈 위해 (JK 김동욱)                            | 828  | 7위       |
| 6                         | 윤민수 & 임세준  | 거짓말 거짓말 거짓말 (이적)                      | 905  | 2위       |
| 7                         | 박완규 & 김주나  | 고해 (임재범)                                    | 881  | 5위       |
| 2017년 2월 10일 40회 방송 |                  |                                                  |      |           |
| 순서                      | 가수             | 노래 제목 (원곡 가수)                            | 점수 | 경연 순위 |
| 오프닝                    | 카이 & 정선아    | All I Ask of You (뮤지컬 오페라의 유령 OST)      | —    | —         |
| 1                         | 김연지 & 예미니  | 내 아픔 아시는 당신께 (조하문)                   | 862  | 4위       |
| 2                         | 임슬옹 & 정혜린  | Baby Baby (포맨)                                 | 818  | 7위       |
| 3                         | 봉구 & 권세은    | 난 널 사랑해 (신효범)                            | 869  | 2위       |
| 4                         | 치타 & 강동원    | 엄마 (라디)                                      | 833  | 6위       |
| 5                         | 린 & 김인혜      | 혼자하는 사랑 (앤)                               | 866  | 3위       |
| 6                         | 정승환 & 전성현  | 내 낡은 서랍 속의 바다 (패닉)                    | 838  | 5위       |
| 7                         | 김윤아 & 채보훈  | Last Dance (BIGBANG)                             | 881  | 1위       |
| 2017년 2월 17일 41회 방송 |                  |                                                  |      |           |
| 순서                      | 가수             | 노래 제목 (원곡 가수)                            | 점수 | 경연 순위 |
| 1                         | 린 & 김인혜      | Come Back Home (2NE1)                            | 422  | 5위       |
| 2                         | 김명훈 & 양희진  | 엄마의 일기 (왁스)                               | 418  | 6위       |
| 3                         | 박기영 & 박예음  | Dreams Come True (S.E.S.)                        | 428  | 3위       |
| 4                         | 이수현 & 양지나  | Only One (보아)                                  | 411  | 7위       |
| 5                         | 김필 & 김예진    | 멀어지다 (넬)                                    | 439  | 1위       |
| 6                         | 봉구 & 권세은    | 민물장어의 꿈 (신해철)                           | 435  | 2위       |
| 7                         | 백청강 & 박서우  | 사랑, 결코 시들지 않는... (서문탁)               | 423  | 4위       |
| 2017년 2월 24일 42회 방송 |                  |                                                  |      |           |
| 순서                      | 가수             | 노래 제목 (원곡 가수)                            | 점수 | 경연 순위 |
| 오프닝                    | 김도향 & 안신애  | 어느 60대 노부부 이야기 (김광석)                 | —    | —         |
| 1                         | 백청강 & 박서우  | 꽃피는 봄이 오면 (BMK)                           | 818  | 7위       |
| 2                         | 봉구 & 권세은    | 삐에로는 우릴 보고 웃지 (김완선)                 | 853  | 4위       |
| 3                         | 김필 & 김예진    | 사랑 사랑 사랑 (김현식)                          | 861  | 2위       |
| 4                         | 이수현 & 양지나  | Piano Man (마마무)                               | 837  | 5위       |
| 5                         | 박기영 & 박예음  | 걱정 말아요 그대 (전인권)                        | 860  | 3위       |
| 6                         | 김명훈 & 양희진  | Just a Feeling (S.E.S.)                          | 833  | 6위       |
| 7                         | 린 & 김인혜      | 이 바보야 (정승환)                               | 869  | 1위       |
| 2017년 3월 3일 43회 방송  |                  |                                                  |      |           |
| 순서                      | 가수             | 노래 제목 (원곡 가수)                            | 점수 | 경연 순위 |
| 1                         | 린 & 김인혜      | 인연 (이선희)                                    | 417  | 4위       |
| 2                         | 슬리피 & 김동영  | 나만의 친구 (솔리드)                             | 421  | 3위       |
| 3                         | 이창섭 & 박수진  | Beautiful (크러쉬)                               | 391  | 7위       |
| 4                         | Kei & 황세영     | I (태연 feat. 버벌 진트)                         | 410  | 6위       |
| 5                         | 육중완 & 이주혁  | 가시나무 (시인과 촌장)                           | 442  | 1위       |
| 6                         | 봉구 & 권세은    | 아프고 아픈 이름... (앤)                         | 415  | 5위       |
| 7                         | 박혜경 & 이정석  | 아스피린 (걸)                                    | 428  | 2위       |
| 2017년 3월 17일 44회 방송 |                  |                                                  |      |           |
| 순서                      | 가수             | 노래 제목 (원곡 가수)                            | 점수 | 경연 순위 |
| 오프닝                    | 허경환 & 오나미  | All For You (서인국 & 정은지)                    | —    | —         |
| 1                         | 박혜경 & 이정석  | 그대만 있다면 (러브홀릭스)                       | 834  | 5위       |
| 2                         | 봉구 & 권세은    | 들었다 놨다 (데이브레이크)                       | 851  | 3위       |
| 3                         | 육중완 & 이주혁  | 촛불하나 (god)                                   | 873  | 1위       |
| 4                         | Kei & 황세영     | 이럴거면 (아이비)                                | 828  | 6위       |
| 5                         | 이창섭 & 박수진  | 소주 한 잔 (임창정)                              | 793  | 7위       |
| 6                         | 슬리피 & 김동영  | 그녀의 연인에게 (K2)                             | 842  | 4위       |
| 7                         | 린 & 김인혜      | 난 별 (이소라)                                   | 852  | 2위       |
| 2017년 3월 24일 45회 방송 |                  |                                                  |      |           |
| 순서                      | 가수             | 노래 제목 (원곡 가수)                            | 점수 | 경연 순위 |
| 1                         | 육중완 & 이주혁  | 소녀 (이문세)                                    | 424  | 4위       |
| 2                         | 에릭 남 & 박세리 | Perhaps Love (사랑인가요) (하울 & 제이)          | 406  | 7위       |
| 3                         | 정은지 & 유혜선  | 친구라는 건 (박효신 & 김범수)                    | 431  | 3위       |
| 4                         | 팀 & 노희관      | 좋을텐데 (성시경)                                | 443  | 2위       |
| 5                         | 이홍기 & 오예진  | 기다리는 이유 (임창정)                           | 421  | 6위       |
| 6                         | 린 & 김인혜      | 그립고...그리운... (박효신)                      | 423  | 5위       |
| 7                         | 안신애 & 정진철  | 달빛 창가에서 (도시아이들)                       | 458  | 1위       |
| 2017년 3월 31일 46회 방송 |                  |                                                  |      |           |
| 순서                      | 가수             | 노래 제목 (원곡 가수)                            | 점수 | 경연 순위 |
| 오프닝                    | 소찬휘 & 박완규  | 천년의 사랑 (박완규)                             | —    | —         |
| 1                         | 안신애 & 정진철  | 내 마음에 비친 내 모습 (유재하)                  | 880  | 2위       |
| 2                         | 린 & 김인혜      | Brown City (브라운 아이드 소울)                  | 833  | 6위       |
| 3                         | 이홍기 & 오혜진  | 좋다고 말해 (볼빨간 사춘기)                      | 825  | 7위       |
| 4                         | 팀 & 노희관      | My Destiny (린)                                  | 876  | 3위       |
| 5                         | 정은지 & 유혜선  | 연 (빅마마)                                      | 882  | 1위       |
| 6                         | 에릭 남 & 박세리 | 가끔 (크러쉬)                                    | 838  | 5위       |
| 7                         | 육중완 & 이주혁  | 그대랑 (이적)                                    | 862  | 4위       |
| 2017년 4월 7일 47회 방송  |                  |                                                  |      |           |
| 순서                      | 가수             | 노래 제목 (원곡 가수)                            | 점수 | 경연 순위 |
| 1                         | 육중완 & 이주혁  | 아쉬움 (신촌 블루스)                             | 429  | 5위       |
| 2                         | 정은지 & 유혜선  | 그대가 분다 (엠씨 더 맥스)                       | 423  | 6위       |
| 3                         | 허영생 & 이정혁  | Sherlock·셜록 (Clue+Note) (샤이니)               | 432  | 4위       |
| 4                         | 안신애 & 정진철  | 벚꽃 엔딩 (버스커 버스커)                        | 419  | 7위       |
| 5                         | 봉구 & 권세은    | 뻐꾸기 둥지 위로 날아간 새 (김건모)              | 457  | 2위       |
| 6                         | 김윤아 & 채보훈  | Trouble Maker (트러블 메이커)                    | 443  | 3위       |
| 7                         | 한동근 & 최효인  | 숨 (박효신)                                      | 461  | 1위       |

## 같이 보기
- 정글의 법칙